# Sestry augustiniánky rekoletky misionářky
Sestry augustiniánky rekoletky misionářky (španělsky: Hermanas Agustinas Recoletas Misioneras) je ženská řeholní kongregace, jejíž zkratkou je M.A.R.

## Historie
Kongregaci založil biskup Francisco Javier Ochoa Ullate, O.A.R. (1889-1976), apoštolský prefekt Šang-čchiou. Dne 19. května 1931 tři mladé ženy rozhodnuté pro vedení duchovního života opustily Španělsko a odjeli do Číny, aby spolupracovali s biskupem Ullatem na evangelizaci země.

## Aktivita a šíření
Kongregace se zabývá misionářskou prací.
Jsou přítomni ve Španělsku a v Latinské Americe (Argentina, Brazílie, Kolumbie, Ekvádor, Mexiko a Peru); generální kurie se nachází v La Fortuna (Madridské společenství).
Na konci roku 2008 měla kongregace 240 sester ve 45 domech.